# Bulls vs. Blazers and the NBA Playoffs
Bulls vs. Blazers and the NBA Playoffs est un jeu vidéo de basket-ball sorti en 1992 sur Mega Drive et Super Nintendo. Le jeu a été développé et édité par Electronic Arts.